# 莫勒 (阿列省)
莫勒（法語：Molles，法語發音：[mɔl]）是法国阿列省的一个市镇，位于该省东南部，属于维希区。

## 地理
莫勒（46°6'41"N, 3°33'30"E）面积26.89 平方千米，位于法国奥弗涅-罗讷-阿尔卑斯大区阿列省，该省份为法国中部省份，北起涅夫勒省、西北接谢尔省，西南至克勒兹省，南至多姆山省，东南临卢瓦尔省，东临索恩-卢瓦尔省。
与莫勒接壤的市镇（或旧市镇、城区）包括：比塞、拉沙佩勒、屈塞、伊塞尔庞、尼兹罗勒、波旁地区圣克里斯托夫、圣艾蒂安德维克、阿罗讷。

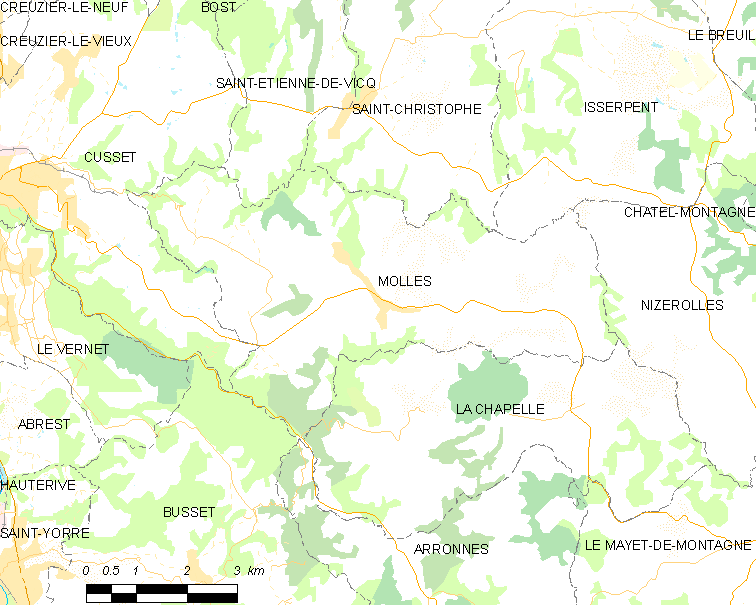
的OSM定位图

莫勒的时区为UTC+01:00、UTC+02:00（夏令时）。

## 行政
莫勒的邮政编码为03300，INSEE市镇编码为03174。

## 政治
莫勒所属的省级选区为拉帕利斯县。

## 人口

1962-2008年间人口变化图示

莫勒于2022年1月1日时的人口数量为916人。